# John Gregson
John Gregson (* 15. März 1919 in Liverpool; † 8. Januar 1975 in Porlock Weir, Somerset) war ein britischer Schauspieler.

## Leben
John Gregson feierte sein Debüt als Bühnenschauspieler direkt nach Ende des Zweiten Weltkriegs, den er als Soldat miterlebt hatte. Ab 1948 erste kleinere Engagements beim Film. Der vielseitige Gregson war in allen Genres vertreten, am erfolgreichsten in Streifen, in denen er „spleenigen Briten-Humor“ unter Beweis stellen konnte. So hatte er Auftritte in mehreren von den Ealing Studios produzierten Komödien wie Freut euch des Lebens (1949), Das Glück kam über Nacht (1951) und Titfield-Expreß (1953).
Gregson hatte seine Filmkarriere Ende der 1940er-Jahre mit eher unbedeutenden Nebenrollen begonnen, arbeitete sich aber bis Mitte der 1950er-Jahre zu Hauptrollen hoch. So war er etwa Filmpartner von Shelley Winters in der Komödie Das Millionenbaby (1954), war zweiter Star hinter John Mills im Kriegsfilm X-Boote greifen an (1955) und Hauptdarsteller in Panzerschiff Graf Spee (1956), einem weiteren Kriegsfilm, der von Michael Powell und Emeric Pressburger inszeniert wurde. In den Jahren 1956, 1957 und 1958 wurde Gregson von britischen Kinobetreibern in ihrer alljährlichen Umfrage unter die zehn größten britischen Filmstars gewählt. Mit Anbruch der British New Wave und den Angry Young Men in den 1960ern war ein rebellischerer Typ Hauptdarsteller gefragt, und die Kinoangebote ließen für ihn nach. Gregson verlegte sich zusehends auf die Fernseharbeit und hatte mit der Hauptrolle des Scotland-Yard-Kommissars Gideon in der Serie Gideon’s Way (1964–1966) einigen Erfolg. Insgesamt umfasst sein filmisches Schaffen bis zu seinem Tod mehr als 65 Film- und Fernsehproduktionen.
Gregson war von 1947 bis zu seinem Tod mit seiner Schauspielkollegin Thea Gregory (1926–2022) verheiratet, das Paar hatte sechs Kinder. Der Schauspieler starb 1975 während eines Urlaubs in der Grafschaft Somerset im Alter von 55 Jahren an einem Herzinfarkt.

## Filmografie (Auswahl)
- 1948: Scotts letzte Fahrt (Scott of the Antartic)
- 1949: Freut euch des Lebens (Whisky Galore!)
- 1950: Die Schatzinsel (Treasure Island)
- 1951: Das Glück kam über Nacht (The Lavender Hill Mob)
- 1952: Die Tapferen weinen nicht (The Brave Don’t cry)
- 1952: Titfield-Expreß (The Titfield Thunderbolt)
- 1953: Die feurige Isabella (Genevieve)
- 1954: Das Millionenbaby (To Dorothy, a Son)
- 1955: Lieber reich – aber glücklich (Value for Money)
- 1955: Mord ohne Mörder (Three Cases of Murder)
- 1955: X-Boote greifen an (Above Us the Waves), Verweistitel: Submarine – U-Boote greifen an
- 1956: Panzerschiff Graf Spee (The Battle of the River Plate)
- 1957: Eine Braut in jeder Straße (Miracle in Soho)
- 1958: Die schwarzen Teufel von El Alamein (Sea of Sand)
- 1958: Der Luxus-Käpt'n (The Captain’s Table)
- 1959: Dicke Luft und heiße Liebe (S.O.S. Pacific)
- 1960: Das Geheimnis von Monte Christo (The Treasure of Monte Christo)
- 1960: Hand in Hand
- 1961: Die Peitsche (The Frightened City)
- 1962: Der längste Tag (The Longest Day)
- 1962: Morgen um zehn (Tomorrow at Ten)
- 1964–1966: Gideon’s Way (Fernsehserie, 26 Folgen)
- 1968: Der Mann mit dem Koffer (Man in a Suitcase, Fernsehserie, 1 Folge)
- 1971: Die Fratze (Fright)
- 1971–1972: Shirley (Fernsehserie, 14 Folgen)
- 1976: Dangerous Knowledge (Fernsehserie, 6 Folgen) (posthum)